# Od kolébky do hrobu
Od kolébky do hrobu (v anglickém originále Cradle 2 the Grave) je americký film polského režiséra Andrzeje Bartkowiaka, který vznikl v roce 2003. Hlavní role zde ztvárnili DMX, Jet Li, Anthony Anderson, Kelly Hu a Tom Arnold.

## Obsazení
| Jet Li            | Su Duncan        |
| DMX               | Tony Fait        |
| Anthony Anderson  | Tommy            |
| Kelly Hu          | Sona             |
| Tom Arnold        | Archie           |
| Mark Dacascos     | Ling             |
| Gabrielle Union   | Daria            |
| Michael Jace      | Odion            |
| Drag-On           | Miles            |
| Paige Hurd        | Vanessa          |
| Paolo Seganti     | Christophe       |
| Richard Trapp     | Douglas          |
| Chi McBride       | Chambers         |
| Tito Ortiz        | zápasník         |
| Chuck Liddell     | zápasník         |
| Randy Couture     | zápasník         |
| Hector Echavarria | zápasník         |
| Martin Klebba     | moderátor zápasů |
| Natasha Yi        | dívka v klubu    |
| Lester Speight    | vyhazovač        |